# مرگ جهانی (آلبوم آبیچوآری)
مرگ جهانی (به انگلیسی: World Demise) چهارمین آلبوم استودیویی گروه دث-متال آبیچوآری است. این آلبوم در ۶ سپتامبر ۱۹۹۴ منتشر شد. نماهنگی برای قطعهٔ «اهمیت نمی‌دهم» نیز ساخته شده‌است.

## فهرست قطعات
| ترتیب | عنوان                 | زمان  |
| ----- | --------------------- | ----- |
| ۱.    | اهمیت نمی‌دهم          | ۳:۰۸  |
| ۲.    | مرگ جهانی             | ۳:۴۳  |
| ۳.    | درون سوخته            | ۳:۳۲  |
| ۴.    | بازتعریف              | ۴:۳۹  |
| ۵.    | فلج کننده             | ۴:۵۷  |
| ۶.    | گمشده                 | ۳:۵۹  |
| ۷.    | حالت جامد             | ۴:۳۸  |
| ۸.    | پخش شده               | ۴:۱۵  |
| ۹.    | افکار پایانی          | ۴:۰۸  |
| ۱۰.   | نقطه جوشش             | ۳:۰۹  |
| ۱۱.   | کار گذاشته شده در سنگ | ۴:۵۰  |
| ۱۲.   | بکش برای من           | ۵:۵۹  |
|       |                       | ۵۰:۵۷ |

| ترتیب | عنوان                   | زمان    |
| ----- | ----------------------- | ------- |
| ۱۳.   | قربانیان پیدا شده مرگ   | ۵:۰۵    |
| ۱۴.   | مبتلا (زنده)            | ۵:۰۰    |
| ۱۵.   | موجودات خدایی (زنده)    | ۲:۰۱    |
| ۱۶.   | کفن (کیسه جنازه) (زنده) | ۵:۵۹    |
|       |                         | ۱:۰۷:۲۲ |

## دست اندر کاران
جان تاردی - خواننده
آلن وست - نوازنده لید گیتار
تروور پرز - نوازنده ریتم گیتار
فرانک واتکینز - بیس‌نواز
دونالد تاردی - درام‌زن